# Juegos Olímpicos Especiales de Verano de 2015

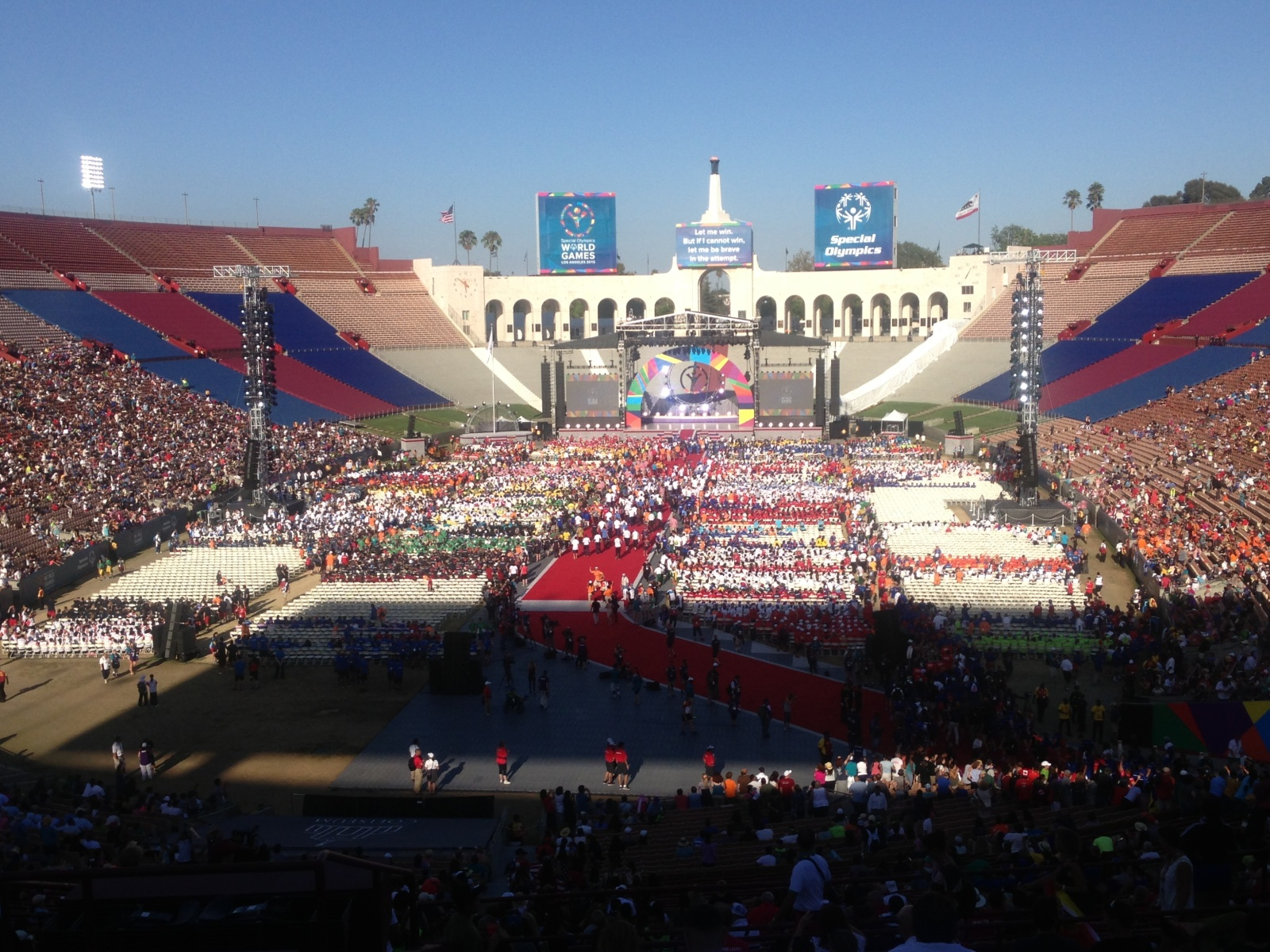
Ceremonia de clausura de los Juegos Olímpicos Especiales de Verano 2015.

Los Juegos Mundiales de Verano de Olimpiadas Especiales 2015 fueron un evento deportivo para los atletas con discapacidad intelectual, celebrados en Los Ángeles, Estados Unidos del 25 de julio al 2 de agosto de 2015, en la tradición del movimiento de Olimpiadas Especiales.
Estos Juegos, que recibieron alrededor de 6.500 atletas de 177 países, marcaron la primera vez luego de dieciséis años en la que los bienales Juegos Olímpicos Especiales de Verano se organizaron por los Estados Unidos, y la segunda organizada en Los Ángeles desde 1972.

## Fondo
Las Olimpiadas Especiales Juegos de Verano estuvieron otorgados a Los Ángeles el 15 de septiembre de 2011, batiendo una oferta por Sudáfrica. La oferta de la ciudad estuvo respaldada por Alcalde de Los Ángeles Antonio Villaraigosa, quién había respaldado la oferta de la ciudad para la Olimpiada de Verano 2016 (cuál fue finalmente otorgada a Río de Janeiro. Villaraigosa Aun así, se sentía "más orgulloso" de que la ciudad seria anfitriona de la olimpiada Especial. Patrick McClenahan, jefe del comité de organizador, se había encontrado con representantes de la olimpiada Especial Internacional en el sur de California 

### Deportes
También se celebraron eventos de demostración en el fútbol de playa, voleibol de playa, natación en aguas abiertas y triatlón.

### Ceremonias
La ceremonia de inauguración se llevó a cabo el 25 de julio de 2015 en el Memorial Coliseum de Los Angeles.